# Bright Young People
Bright Young Things, o Bright Young People, era un soprannome dato dalla stampa scandalistica a un gruppo di giovani aristocratici, mondani e  bohémien della Londra degli anni '20. Organizzavano elaborate feste in maschera, bevendo pesantemente o facendo uso di droghe.
Hanno ispirato un certo numero di scrittori, tra cui Nancy Mitford, Anthony Powell, Henry Green e il poeta John Betjeman. Il romanzo di Evelyn Waugh del 1930 Vile Bodies, dal cui adattamento è stato tratto il film del 2003 Bright Young Things, è uno sguardo satirico su questo periodo. Cecil Beaton ha iniziato la sua carriera in fotografia documentando questo set, di cui era membro. Il marchio di abbigliamento di lusso Tallulah Tennant deriva da due dei suoi membri, Tallulah Bankhead e Stephen Tennant.

## Elenco di "Bright Young People" e dei loro associati
| Immagine | Nome                                             |
| -------- | ------------------------------------------------ |
|          | Helen Duncombe (1866–1954)                       |
|          | Harold Acton (1904–1994)                         |
|          | William Acton (1906–1945)                        |
|          | Kathleen Adam Smith (?-1941)                     |
|          | John Amery (1912–1945)                           |
|          | Leo Amery (1873–1955)                            |
|          | Michael Arlen (1895–1956)                        |
|          | Sylvia Ashley (1904–1977)                        |
|          | Anthony Ashley-Cooper (1900–1947)                |
|          | Mary Ashley-Cooper (1902–1936)                   |
|          | Margot Asquith (1864–1945)                       |
|          | Adele Astaire (1896–1981)                        |
|          | Clement Attlee (1883–1967)                       |
|          | Mae Bacon (1897–1981)                            |
|          | Hermione Baddeley (1906–1986)                    |
|          | Edythe Baker (1899–1971)                         |
|          | Oliver Baldwin (1899–1958)                       |
|          | Ruth Baldwin (1905–1937)                         |
|          | Stanley Baldwin (1867–1947)                      |
|          | Patrick Balfour (1904–1976)                      |
|          | Thomas Balston (1883–1967)                       |
|          | Tallulah Bankhead (1902–1968)                    |
|          | John Banting (1902–1972)                         |
|          | Alexander Baring (1898–1991)                     |
|          | Maurice Baring (1874–1945)                       |
|          | Poppy Baring (1901–1980)                         |
|          | Elvira Dolores Barney (1904–1936)                |
|          | H. M. Bateman (1887–1970)                        |
|          | Beverley Baxter (1891–1964)                      |
|          | Cecil Beaton (1904–1980)                         |
|          | Baba Beaton (1912–1973)                          |
|          | Nancy Beaton (1909–1999)                         |
|          | Max Beerbohm (1872–1956)                         |
|          | Clive Bell (1881–1964)                           |
|          | Hilaire Belloc (1870–1953)                       |
|          | Babe Bendir (1907-?)                             |
|          | Arnold Bennett (1867–1931)                       |
|          | Lord Berners (1883–1950)                         |
|          | John Betjeman (1906–1984)                        |
|          | Elizabeth Bibesco (1897–1945)                    |
|          | Mona von Bismarck (1897–1983)                    |
|          | Caroline Blackwood (1931–1996)                   |
|          | Edmund Blunden (1896–1974)                       |
|          | Robert Boothby (1900–1986)                       |
|          | Clara Bow (1905–1965)                            |
|          | Elizabeth Bowes-Lyon (1900–2002)                 |
|          | Maurice Bowra (1898–1971)                        |
|          | Brendan Bracken (1901–1958)                      |
|          | Georges Braque (1882–1963)                       |
|          | Diana Bridgeman (1907–1967)                      |
|          | Robert Bridges (1844–1930)                       |
|          | Valentine Browne (1891–1943)                     |
|          | Frank Buchman (1878–1961)                        |
|          | Guy Burgess (1911–1963)                          |
|          | Edward Burra (1905–1976)                         |
|          | Clara Butt (1872–1936)                           |
|          | Mary Butts (1890–1937)                           |
|          | Julian Byng (1862–1935)                          |
|          | Robert Byron (1905–1941)                         |
|          | Denis Capel-Dunn (1903–1945)                     |
|          | Dudley Carew (1903–1981)                         |
|          | Billie Carleton (1896–1918)                      |
|          | Dora Carrington (1893–1932)                      |
|          | Audrey Carten (1900–1977)                        |
|          | Kenneth Carten (1911–1980)                       |
|          | Waveney Carten (1902–1990)                       |
|          | Barbara Cartland (1901–2000)                     |
|          | Luisa Casati (1881–1957)                         |
|          | Irene Castle (1893–1969)                         |
|          | Lina Cavalieri (1874–1944)                       |
|          | Ivy Gordon-Lennox (1887–1982)                    |
|          | Victor Cazalet (1896–1943)                       |
|          | David Cecil (1902–1986)                          |
|          | David Cecil (1905–1981)                          |
|          | Neville Chamberlain (1869–1940)                  |
|          | William Chappell (1907–1994)                     |
|          | Edna Woolman Chase (1877–1957)                   |
|          | Nina Chavchavadze (1901–1974)                    |
|          | G. K. Chesterton (1874–1936)                     |
|          | Edward Chichester (1903–1975)                    |
|          | Sheila Chisholm (1895–1969)                      |
|          | Diana Churchill (1909–1963)                      |
|          | John Spencer-Churchill (1897-1972)               |
|          | Winston Churchill (1874–1965)                    |
|          | Camille Clifford (1885–1971)                     |
|          | Claud Cockburn (1904–1981)                       |
|          | Nevill Coghill (1899–1980)                       |
|          | Sibyl Colefax (1874–1950)                        |
|          | Cyril Connolly (1903–1974)                       |
|          | Diana Cooper (1892–1986)                         |
|          | Duff Cooper (1890–1954)                          |
|          | Gladys Cooper (1888–1971)                        |
|          | Noël Coward (1899–1973)                          |
|          | Frederick Heyworth Cripps (1885–1977)            |
|          | Violet Cripps (1891-1983)                        |
|          | Charles Cruttwell (1887–1941)                    |
|          | Emerald Cunard (1872–1948)                       |
|          | Nancy Cunard (1896–1965)                         |
|          | Alexandra Curzon (1904–1995)                     |
|          | Cynthia Curzon (1898–1933)                       |
|          | Georgiana Curzon (1910–1976)                     |
|          | Irene Curzon (1896–1966)                         |
|          | Mary Curzon (1887–1962)                          |
|          | Peregrine Cust (1899–1978)                       |
|          | Hugh Dalton (1887–1962)                          |
|          | Marion Davies (1897–1961)                        |
|          | Lya De Putti (1897–1931)                         |
|          | Aubrey Dean Paul (1869–1961)                     |
|          | Brenda Dean Paul (1907–1959)                     |
|          | Napper Dean Paul (1904–1972)                     |
|          | Warwick Deeping (1877–1950)                      |
|          | Gaby Deslys (1881–1920)                          |
|          | Alec Douglas-Home (1903–1995)                    |
|          | Elizabeth Douglas-Scott-Montagu (1909–2002)      |
|          | Tom Driberg (1905–1976)                          |
|          | John Drury-Lowe (1905–1960)                      |
|          | Gerald du Maurier (1873–1934)                    |
|          | Freda Dudley Ward (1894–1983)                    |
|          | Alfred Duggan (1903–1964)                        |
|          | Hubert Duggan (1904–1943)                        |
|          | Dola Dunsmuir (1903–1966)                        |
|          | Eleonora Duse (1858–1924)                        |
|          | Anthony Eden (1897–1977)                         |
|          | Edward Elgar (1857–1934)                         |
|          | T. S. Eliot (1888–1965)                          |
|          | Lily Elsie (1886–1962)                           |
|          | Baba d'Erlanger (1901–1945)                      |
|          | Mimi d'Erlanger (1874–1959)                      |
|          | Hamish St. Clair Erskine (1909–1973)             |
|          | Gwen Farrar (1899–1944)                          |
|          | Daisy Fellowes (1902–1945)                       |
|          | Dorothy Fellowes-Gordon (1891–1991)              |
|          | Gwen Ffrangcon-Davies (1891–1992)                |
|          | Daphne Fielding (1904–1997)                      |
|          | Ronald Firbank (1886–1926)                       |
|          | Michael Foot (1913–2010)                         |
|          | E. M. Forster (1879–1970)                        |
|          | John Fothergill (1876–1957)                      |
|          | Harry Fox-Strangways (1905–1964)                 |
|          | Gilbert Frankau (1884–1952)                      |
|          | Maxine Freeman-Thomas (b. 1901)                  |
|          | Essex French (1907–1996)                         |
|          | Valerie French (1909–1997)                       |
|          | Roger Fry (1866–1934)                            |
|          | Anthea Gamble (1906–1960)                        |
|          | Patrick Gamble (1904–1956)                       |
|          | Greta Garbo (1905–1990)                          |
|          | Evelyn Gardner (1903–1994)                       |
|          | Herbert Gardner (1846–1921)                      |
|          | Edward Gathorne-Hardy (1901–1978)                |
|          | Robert Gathorne-Hardy (1902–1973)                |
|          | Paula Gellibrand (1898–1986)                     |
|          | Lillian Gish (1893–1993)                         |
|          | Douglas Goldring (1887–1960)                     |
|          | Victor Gollancz (1893–1967)                      |
|          | Alastair Graham (1904–1982)                      |
|          | Robert Graves (1895–1985)                        |
|          | Henry Green (1905–1973)                          |
|          | Graham Greene (1904–1991)                        |
|          | Terence Greenidge (1902–1970)                    |
|          | Daisy Greville (1861–1938)                       |
|          | Ivor Guest (1903–1967)                           |
|          | Aileen Guinness (1904–1999)                      |
|          | Bryan Guinness (1905–1992)                       |
|          | Loel Guinness (1906–1988)                        |
|          | Maureen Guinness (1907–1998)                     |
|          | Meraud Guinness (1904–1993)                      |
|          | Oonagh Guinness (1910–1995)                      |
|          | Walter Guinness (1880–1944)                      |
|          | Claud Hamilton (1889–1975)                       |
|          | Patrick Hamilton (1904–1962)                     |
|          | Nina Hamnett (1890–1965)                         |
|          | Doris Harcourt (1900–1981)                       |
|          | Alfred Harmsworth (1865–1922)                    |
|          | Allanah Harper (1904–1992)                       |
|          | Pamela Harriman (1920–1997)                      |
|          | Roy Harrod (1900–1978)                           |
|          | Deirdre Hart-Davis (1909–1999)                   |
|          | L. P. Hartley (1895–1972)                        |
|          | Norman Hartnell (1901–1979)                      |
|          | Gavin Henderson (1902–1977)                      |
|          | A. P. Herbert (1890–1971)                        |
|          | David Herbert (1908–1995)                        |
|          | Sidney Herbert (1906–1969)                       |
|          | John Heygate (1903–1976)                         |
|          | Arden Hilliard (1904-?)                          |
|          | Quintin Hogg (1907–2001)                         |
|          | Inez Holden (1903–1974)                          |
|          | Wanda Holden (1911–1956)                         |
|          | Vyvyan Holland (1886–1967)                       |
|          | Christopher Hollis (1902–1977)                   |
|          | David Horner (1900–1983)                         |
|          | Brian Howard (1905–1958)                         |
|          | Elizabeth Jane Howard (1923–2014)                |
|          | William Howard (1902–1978)                       |
|          | Jobyna Howland (1880–1936)                       |
|          | Aldous Huxley (1894–1963)                        |
|          | Christopher Isherwood (1904–1986)                |
|          | Derek Jackson (1906–1982)                        |
|          | Audrey James (1902–1968)                         |
|          | Edward James (1907–1984)                         |
|          | Julia James (1890–1964)                          |
|          | Alice de Janzé (1899–1941)                       |
|          | Arthur Jeffress (1905–1961)                      |
|          | Douglas Jerrold (1893–1964)                      |
|          | Augustus John (1878–1961)                        |
|          | William Joynson-Hicks (1865–1932)                |
|          | Baby Jungman (1907–2010)                         |
|          | Zita Jungman (1904–2006)                         |
|          | Barbara Ker-Seymer (1905–1993)                   |
|          | Nelson Keys (1886–1939)                          |
|          | George Kinnoull (1902–1938)                      |
|          | Philip Leyland Kindersley (1907–1995)            |
|          | George Alfred Kolkhorst (1897–1958)              |
|          | Alexander Korda (1893–1956)                      |
|          | Constant Lambert (1905–1951)                     |
|          | Osbert Lancaster (1908–1986)                     |
|          | Elissa Landi (1904–1948)                         |
|          | Lillie Langtry (1853–1929)                       |
|          | George Lascelles (1923–2011)                     |
|          | Charles Laughton (1899–1962)                     |
|          | Marie Laurencin (1883–1956)                      |
|          | James Laver (1899–1975)                          |
|          | Hazel Lavery (1880–1935)                         |
|          | D. H. Lawrence (1885–1930)                       |
|          | Gertrude Lawrence (1898–1952)                    |
|          | Susan Lawrence (1871–1947)                       |
|          | James Lees-Milne (1908–1997)                     |
|          | Rosamond Lehmann (1901–1990)                     |
|          | F. R. Leavis (1895–1978)                         |
|          | Rosa Lewis (1867–1952)                           |
|          | Serge Lifar (1905–1986)                          |
|          | John "The Widow" Lloyd (1900–1978)               |
|          | Anita Loos (1889–1981)                           |
|          | Tilly Losch (1903–1975)                          |
|          | Dorothy Lygon (1912–2001)                        |
|          | Hugh Lygon (1904–1936)                           |
|          | Lettice Lygon (1906–1973)                        |
|          | Mary Lygon (1910–1982)                           |
|          | Sibell Lygon (1907–2005)                         |
|          | William Lygon (1903–1979)                        |
|          | Malcolm MacDonald (1901–1981)                    |
|          | Ramsay MacDonald (1866–1937)                     |
|          | Julian MacLaren-Ross (1912–1964)                 |
|          | Violet Manners (1856–1937)                       |
|          | Ethel Mannin (1900–1984)                         |
|          | Reginald Manningham-Buller (1905–1980)           |
|          | Edward Marjoribanks (1900–1932)                  |
|          | Frances Marshall (1900–2004)                     |
|          | Rita Martin (1875–1958)                          |
|          | W. Somerset Maugham (1874–1965)                  |
|          | Elsa Maxwell (1883–1963)                         |
|          | Nellie Melba (1861–1931)                         |
|          | Harry Melville (1908–2000)                       |
|          | Anne Messel (1902–1992)                          |
|          | Oliver Messel (1904–1978)                        |
|          | Kate Meyrick (1875–1933)                         |
|          | Florence Mills (1896–1927)                       |
|          | David Mitford (1878–1958)                        |
|          | Deborah Mitford (1920–2014)                      |
|          | Diana Mitford (1910–2003)                        |
|          | Jessica Mitford (1917–1996)                      |
|          | Nancy Mitford (1904–1973)                        |
|          | Pamela Mitford (1907–1994)                       |
|          | Tom Mitford (1909–1945)                          |
|          | Unity Mitford (1914–1948)                        |
|          | Ivan Moffat (1918–2002)                          |
|          | Gwen Mond (?-1982)                               |
|          | Henry Mond (1898–1949)                           |
|          | Evan Morgan (1893–1949)                          |
|          | Gloria Morgan (1904–1965)                        |
|          | Thelma Morgan (1904–1970)                        |
|          | Raymond Mortimer (1895–1980)                     |
|          | Oswald Mosley (1896–1980)                        |
|          | Edwina Mountbatten (1901–1960)                   |
|          | George Mountbatten (1892–1938)                   |
|          | Irene Denison (1890–1956)                        |
|          | Louis Mountbatten (1900–1979)                    |
|          | Nadejda Mountbatten (1896–1963)                  |
|          | Herbert Mundin (1898–1939)                       |
|          | Basil Murray (1902–1937)                         |
|          | Vaughan Nash (1861–1932)                         |
|          | Anna Neagle (1904–1986)                          |
|          | Beverley Nichols (1898–1983)                     |
|          | Harold Nicolson (1886–1968)                      |
|          | Richard Henry Brinsley Norton (1892–1954)        |
|          | Ivor Novello (1893–1951)                         |
|          | Sergej Platonovič Obolenskij (1890–1978)         |
|          | Marjorie Oelrichs (1908–1937)                    |
|          | Mark Ogilvie-Grant (1905–1969)                   |
|          | Nina Ogilvie-Grant (1906–1969)                   |
|          | Denise Orme (1885–1960)                          |
|          | George Orwell (1903–1950)                        |
|          | Frank Pakenham (1905–2001)                       |
|          | Pansy Pakenham (1904–1999)                       |
|          | Gina Palerme (1885–1977)                         |
|          | Gaston Palewski (1901–1984)                      |
|          | Richard Pares (1902–1958)                        |
|          | Dorothea Parry (1876–1963)                       |
|          | Gwen Parry (1878–1959)                           |
|          | Hubert Parry (1848–1918)                         |
|          | Bridget Parsons (1907–1972)                      |
|          | Desmond Parsons (1910–1937)                      |
|          | Michael Parsons (1906–1979)                      |
|          | William Parsons (1873–1918)                      |
|          | Ralph Partridge (1894–1960)                      |
|          | Kathleen Pelham Burn (1887–1966)                 |
|          | Roland Penrose (1900–1984)                       |
|          | Rosamond Pinchot (1904–1938)                     |
|          | David Plunket Greene (1904–1941)                 |
|          | Olivia Plunket Greene (1907–1958)                |
|          | Richard Plunket Greene (1901–1978)               |
|          | Poldowski (1879–1932)                            |
|          | Arthur Ponsonby (1871–1946)                      |
|          | Elizabeth Ponsonby (1900–1940)                   |
|          | Loelia Ponsonby (1902–1993)                      |
|          | Matthew Ponsonby (1904–1976)                     |
|          | Bridget Poulett (1912–1975)                      |
|          | Anthony Powell (1905–2000)                       |
|          | Violet Powell (1912–2002)                        |
|          | John Pratt (1899–1983)                           |
|          | Denis Pritt (1887–1972)                          |
|          | J. B. Priestley (1894–1984)                      |
|          | Alan Pryce-Jones (1908–2000)                     |
|          | Peter Quennell (1905–1993)                       |
|          | Terence Rattigan (1911–1977)                     |
|          | Gabrielle Ray (1883–1973)                        |
|          | Maurice Richardson (1907–1978)                   |
|          | Paul Robeson (1898–1976)                         |
|          | Peter Rodd (1904–1968)                           |
|          | Oriel Ross (1907–1994)                           |
|          | John Rothenstein (1901–1992)                     |
|          | Kennerley Rumford (1870–1957)                    |
|          | Elizabeth Russell (1899–1986)                    |
|          | Gordon Russell (1892–1980)                       |
|          | Alison Ruthven (1902–1974)                       |
|          | Peggy Ruthven (1902–1974)                        |
|          | Edward Sackville-West (1901–1965)                |
|          | Vita Sackville-West (1892–1962)                  |
|          | Siegfried Sassoon (1886–1967)                    |
|          | Sybil Sassoon                                    |
|          | Elena Vittoria di Schleswig-Holstein (1870–1948) |
|          | John Seely (1899–1963)                           |
|          | Patrick Seely (1905–1966)                        |
|          | Alison Settle (1891–1980)                        |
|          | Norma Shearer (1902–1983)                        |
|          | Edith Sitwell (1887–1964)                        |
|          | Georgia Sitwell (1906–1980)                      |
|          | Osbert Sitwell (1892–1969)                       |
|          | Sacheverell Sitwell (1897–1988)                  |
|          | Terence Skeffington-Smyth (1905–1936)            |
|          | Barbara Skelton (1916–1996)                      |
|          | Eleanor Smith (1902–1945)                        |
|          | Pamela Smith (1915–1982)                         |
|          | F. E. Smith (1872–1930)                          |
|          | Charles Snow (1905–1980)                         |
|          | Philip Snowden (1864–1937)                       |
|          | Oscar Solbert (1885–1958)                        |
|          | Ivor Spencer-Churchill (1898–1956)               |
|          | Stephen Spender (1909–1995)                      |
|          | Bernard Spilsbury (1877–1947)                    |
|          | J. C. Squire (1884–1958)                         |
|          | Albert Stanley (1874–1948)                       |
|          | Gertrude Stein (1874–1946)                       |
|          | Jeanne Stourton (1913-1987)                      |
|          | Alix Strachey (1892–1973)                        |
|          | John Strachey (1901–1963)                        |
|          | Lytton Strachey (1880–1932)                      |
|          | Lois Sturt (1900–1937)                           |
|          | Napier Sturt (1896–1940)                         |
|          | Eileen Sutherland-Leveson-Gower (1891–1943)      |
|          | George Sutherland-Leveson-Gower (1888–1963)      |
|          | John Sutro (1903–1985)                           |
|          | Christopher Sykes (1907–1986)                    |
|          | A. J. A. Symons (1900–1941)                      |
|          | Julian Symons (1912–1994)                        |
|          | Stephen Tallents (1884–1958)                     |
|          | Paul Tanqueray (1905–1941)                       |
|          | A. J. P. Taylor (1906–1990)                      |
|          | David Tennant (1902–1968)                        |
|          | Stephen Tennant (1906–1987)                      |
|          | Ernest Thesiger (1897–1961)                      |
|          | J. H. Thomas (1874–1949)                         |
|          | Henry Thynne (1905–1992)                         |
|          | Dorothy Todd (1883-?)                            |
|          | Iris Tree (1897–1978)                            |
|          | Viola Tree (1884–1938)                           |
|          | Violet Trefusis (1894–1972)                      |
|          | Sophie Tucker (1887–1966)                        |
|          | Clarita de Uriburu (1908–1995)                   |
|          | Francis Fortescue Urquhart (1868–1934)           |
|          | Rodolfo Valentino (1895–1926)                    |
|          | Robin Vane-Tempest-Stewart (1902–1955)           |
|          | Carl Van Vechten (1880–1964)                     |
|          | Consuelo Vanderbilt (1877–1964)                  |
|          | Hugh Wade (1907–1949)                            |
|          | Edward Wadsworth (1889–1949)                     |
|          | William Walton (1902–1983)                       |
|          | Hugh Walpole (1884–1941)                         |
|          | Edward Frederick Ward (1907–1987)                |
|          | Georgina Moncreiffe (1846–1929)                  |
|          | Barbara Waring (1911–1990)                       |
|          | Sylvia Townsend Warner (1893–1978)               |
|          | Peter Watson (1908–1956)                         |
|          | Alec Waugh (1898–1981)                           |
|          | Arthur Waugh (1866–1943)                         |
|          | Evelyn Waugh (1903–1966)                         |
|          | Anthony Edward Wolseley Weldon (1902–1971)       |
|          | Peter Wentworth-Fitzwilliam (1910–1948)          |
|          | Rex Whistler (1905–1944)                         |
|          | Alice White (1904–1983)                          |
|          | Dolly Wilde (1895–1941)                          |
|          | Ellen Wilkinson (1891–1947)                      |
|          | Sunday Wilshin (1905–1991)                       |
|          | Harold Wilson (1916–1995)                        |
|          | Alastair Windsor (1914–1943)                     |
|          | Giorgio, duca di Kent (1902–1942)                |
|          | Edoardo, principe del Galles (1894–1972)         |
|          | Frances Wodehouse (1884–1950)                    |
|          | P. G. Wodehouse (1881–1975)                      |
|          | Elsie de Wolfe (1859–1950)                       |
|          | Anna May Wong (1905–1961)                        |
|          | Edward Wood (1881–1959)                          |
|          | Douglas Woodruff (1897–1978)                     |
|          | Virginia Woolf (1882–1941)                       |
|          | Elinor Wylie (1885–1928)                         |
|          | Olivia Wyndham (1897–1967)                       |
|          | Pamela Wyndham (1871–1928)                       |
|          | Joan Yarde-Buller (1908–1997)                    |